# Danilo Fernandes
Danilo Fernandes Batista (Guarulhos, 3 de abril de 1988) é um futebolista brasileiro que atua como goleiro. Atualmente defende o Bahia.

## Carreira

### Início
Em janeiro de 2008, Danilo compôs o grupo corintiano na Copa São Paulo de Futebol Júnior, naquela que foi a sua única participação no torneio. Completamente livre das lesões que havia sofrendo, e voltando a se destacar nos jogos das categorias de base, o garoto viveu um momento especial no dia 27 de dezembro de 2008. Após um pedido do preparador de goleiros Mauri Lima, o então diretor técnico Antônio Carlos Zago anunciou que, a partir daquela data, Danilo faria parte do elenco profissional do Corinthians, na época comandado por Mano Menezes.
Enquanto ainda não fazia sua estreia oficial com a camisa alvinegra, o goleiro disputava algumas partidas pela equipe Sub-23. A mais memorável ocorreu em 24 de outubro de 2010. Naquela data, Corinthians e Palmeiras se enfrentaram no Pacaembu, pelo Campeonato Brasileiro Sub-23, mas antes, houve um confronto preliminar entre o Timão Sub-23 e o Verdão Sub-23. Após o empate em 0–0 no tempo normal, a partida foi para os pênaltis. Danilo defendeu duas cobranças e foi decisivo na vitória por 4–1 do Corinthians Sub-23.

### Corinthians

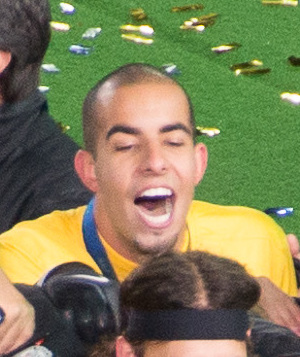
Danilo Fernandes no Corinthians em 2012

Foi promovido ao elenco profissional do Corinthians em janeiro de 2009.
No dia 7 de agosto de 2011, Danilo disputou sua primeira partida profissionalmente pelo Corinthians, contra o Atlético Paranaense na Arena da Baixada, em Curitiba. O jogo terminou empatado em 1–1, e o goleiro teve uma atuação muito elogiada. Três dias depois, Danilo foi mantido entre os titulares pelo técnico Tite e brilhou no empate em 0–0 com o Santos, na Vila Belmiro. A partir de então, o goleiro deixou de ser promessa e tornou-se uma realidade.
Ciente da qualidade do jogador, a diretoria corintiana renovou o contrato com Danilo em setembro de 2011. O vínculo do goleiro com o clube foi válido até dezembro de 2014. Pela equipe alvinegra o goleiro conquistou, como reserva de Cássio e Júlio César, o Campeonato Brasileiro de 2011, a Libertadores de 2012, o Mundial de Clubes de 2012, o Campeonato Paulista de 2013 e a Recopa Sul-Americana de 2013.

### Sport
No dia 5 de janeiro de 2015, o Sport anunciou a contratação de Danilo através de seu site oficial. Após assumir a meta em decorrência de uma lesão sofrida pelo titular Magrão, Danilo foi um dos destaques do Campeonato Brasileiro na sua posição, tido por muitos como um dos melhores da temporada. Diante da boa campanha do Leão da Ilha em 2015, o goleiro teve várias sondagens, entre elas a do Internacional.

### Internacional
No dia 10 de maio de 2016, o Inter anunciou a contratação do goleiro para substituir Alisson, da Seleção Brasileira, que havia deixado o clube e se transferido para a Roma. Após sua ótima temporada no Sport, a direção do Internacional fechou com o arqueiro para manter o alto nível do setor. Danilo assinou por quatro anos com o Gigante da Beira-Rio.
Apesar de ter sido um dos melhores goleiros do Campeonato Brasileiro, e o principal jogador do Internacional na temporada, Danilo não conseguiu evitar o rebaixamento da equipe para a Série B.

### Bahia
Foi emprestado ao Bahia no dia 6 de julho de 2021, assinando contrato até o final do ano, quando encerraria o seu vínculo com o Internacional.

## Seleção Brasileira
Danilo Fernandes foi chamado pelo técnico Tite, com quem havia trabalhado no Corinthians, para um amistoso contra a Colômbia em janeiro de 2017. Como o amistoso foi agendado fora da Data FIFA, apenas atletas que atuavam no futebol brasileiro foram convocados.

## Estatísticas
Atualizadas até 24 de setembro de 2024

### Clubes
| Clube         | Temporada | Campeonato nacional | Campeonato nacional | Copa nacional | Copa nacional | Competições continentais¹ | Competições continentais¹ | Outros torneios² | Outros torneios² | Total | Total |   |
| Clube         | Temporada | Jogos               | Gols                | Jogos         | Gols          | Jogos                     | Gols                      | Jogos            | Gols             | Jogos | Gols  |   |
| ------------- | --------- | ------------------- | ------------------- | ------------- | ------------- | ------------------------- | ------------------------- | ---------------- | ---------------- | ----- | ----- | - |
| Corinthians   |           |                     |                     |               |               |                           |                           |                  |                  |       |       |   |
| 2009          | 0         | 0                   | 0                   | 0             | —             | —                         | 0                         | 0                | 0                | 0     |       |   |
| 2010          | 0         | 0                   | —                   | —             | 0             | 0                         | 0                         | 0                | 0                | 0     |       |   |
| 2011          | 2         | 0                   | —                   | —             | 0             | 0                         | 1                         | 0                | 3                | 0     |       |   |
| 2012          | 2         | 0                   | —                   | —             | 0             | 0                         | 6                         | 0                | 8                | 0     |       |   |
| 2013          | 3         | 0                   | 0                   | 0             | 0             | 0                         | 12                        | 0                | 15               | 0     |       |   |
| 2014          | 0         | 0                   | 0                   | 0             | —             | —                         | 1                         | 0                | 1                | 0     |       |   |
| Total         | 7         | 0                   | 0                   | 0             | 0             | 0                         | 20                        | 0                | 27               | 0     |       |   |
| Sport         | 2015      | 36                  | 0                   | 3             | 0             | 2                         | 0                         | 4                | 0                | 45    | 0     |   |
| Sport         | 2016      | 0                   | 0                   | 0             | 0             | 0                         | 0                         | 22               | 0                | 22    | 0     |   |
| Sport         | Total     | 36                  | 0                   | 3             | 0             | 2                         | 0                         | 26               | 0                | 67    | 0     |   |
| Internacional | 2016      | 28                  | 0                   | 5             | 0             | 0                         | 0                         | —                | —                | 33    | 0     |   |
| Internacional | 2017      | 35                  | 0                   | 4             | 0             | 0                         | 0                         | 14               | 0                | 53    | 0     |   |
| Internacional | 2018      | 14                  | 0                   | 1             | 0             | 0                         | 0                         | 5                | 0                | 20    | 0     |   |
| Internacional | 2019      | 5                   | 0                   | 0             | 0             | 0                         | 0                         | 0                | 0                | 5     | 0     |   |
| Internacional | 2020      | 1                   | 0                   | 0             | 0             | 0                         | 0                         | 3                | 0                | 4     | 0     |   |
| Internacional | 2021      | 0                   | 0                   | 0             | 0             | 0                         | 0                         | 2                | 0                | 2     | 0     |   |
| Internacional | Total     | 83                  | 0                   | 10            | 0             | 0                         | 0                         | 24               | 0                | 117   | 0     |   |
| Bahia         | 2021      | 16                  | 0                   | 1             | 0             | 0                         | 0                         | 0                | 0                | 17    | 0     |   |
| Bahia         | 2022      | 24                  | 0                   | 4             | 0             | 0                         | 0                         | 8                | 0                | 36    | 0     |   |
| Bahia         | 2023      | 1                   | 0                   | 0             | 0             | 0                         | 0                         | 0                | 0                | 1     | 0     |   |
| Bahia         | 2024      | 0                   | 0                   | 0             | 0             | 0                         | 0                         | 1                | 0                | 1     | 0     |   |
| Bahia         | Total     | 41                  | 0                   | 5             | 0             | 0                         | 0                         | 9                | 0                | 55    | 0     |   |
| Bahia         | Total     | Total               | 167                 | 0             | 18            | 0                         | 2                         | 0                | 79               | 0     | 266   | 0 |

¹Estão incluídos jogos e gols pela Copa Libertadores, Copa Sul-Americana e Recopa Sul-Americana
²Estão incluídos jogos e gols por Campeonatos Estaduais e Regionais, Copa do Mundo de Clubes da FIFA, torneios amistosos e amistosos

## Títulos
Corinthians
- Campeonato Paulista: 2009 e 2013
- Copa do Brasil: 2009
- Campeonato Brasileiro: 2011
- Copa Libertadores da América: 2012
- Copa do Mundo de Clubes da FIFA: 2012
- Recopa Sul-Americana: 2013

Internacional
- Recopa Gaúcha: 2017

Bahia
- Campeonato Baiano: 2023 e 2025[7]